# Felisha Mariscal

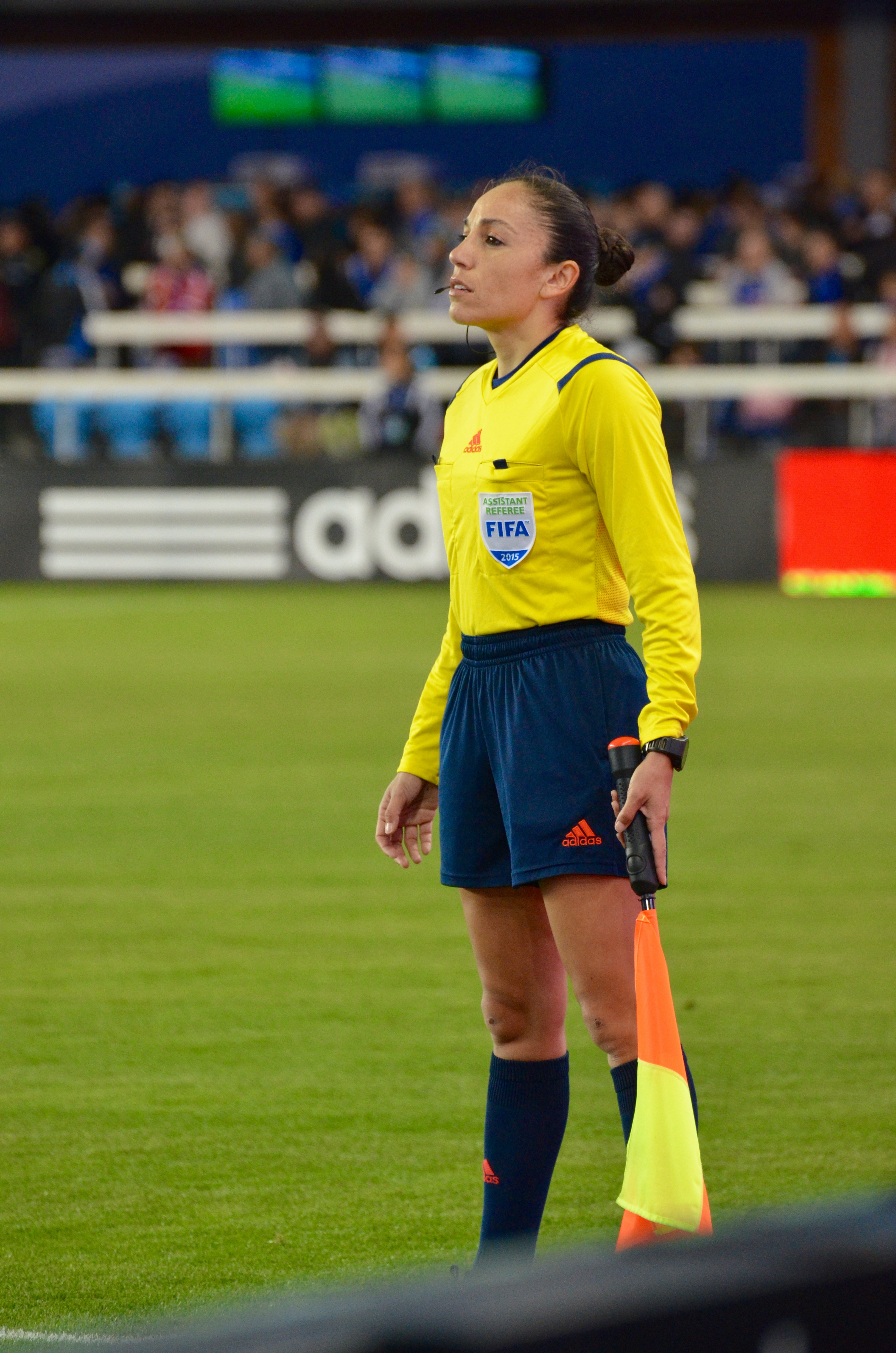
Felisha Mariscal (2015)

Felisha Mariscal (* 1982) ist eine US-amerikanische Fußballschiedsrichterassistentin.
Seit 2014 steht sie auf der Liste der FIFA-Schiedsrichter und leitet internationale Fußballpartien. Seit März 2014 leitet sie zudem auch Spiele in der Major League Soccer (MLS).
Mariscal war unter anderem Schiedsrichterassistentin beim Algarve-Cup 2017, bei der U-17-Weltmeisterschaft 2018 in Uruguay und bei der Weltmeisterschaft 2019 in Frankreich. Bei dieser leitete sie drei WM-Spiele als Assistentin von Melissa Borjas. Zudem war sie als Videoschiedsrichterin bei der U-17-Weltmeisterschaft 2022 in Indien im Einsatz.